# Joel Schumacher
Joel Schumacher (29. srpna 1939 New York – 22. června 2020 New York) byl americký filmový scenárista, režisér a producent, původním povoláním oděvní návrhář.

## Život
Pocházel z rodiny emigrantů, kteří se do USA přistěhovali ze Skandinávie, jeho matka byla švédská Židovka. Původně vystudoval oděvní design, ale vlivem životních okolností se po krátkém působení v oděvním průmyslu nakonec zaměstnal u filmu v oblasti Los Angeles. Nejprve zde působil jako asistent. Poté, co pro Woodyho Allena navrhoval kostýmy do jeho filmů Spáč (1973) a Interiéry (1978) pracoval i jako scenárista.
V roce 1974 poprvé samostatně režíroval televizní snímek Příběh Virginie Hillové, nicméně systematicky se režii hraných filmů začal věnovat až na přelomu 70. a 80. let 20. století, kdy natočil snímek Eliášův oheň. Zpočátku nebyl příliš úspěšný, první větší úspěch zaznamenal až s filmem Ztracení chlapci v roce 1987. Přelomovým bodem v jeho kariéře se stal rok 1990 kdy natočil psychothiller Hráči se smrtí, kde účinkovali tehdy jen velmi málo známí a populární mladí začínající herci (kromě jiných také Kiefer Sutherland a Julia Robertsová, kteří se během natáčení snímku osobně poznali a sblížili), následně pak krátce na to s Julií Robertsovou natočil další snímek Zemřít mladý, který ale nebyl příliš úspěšný. Dalším jeho úspěšným snímkem se pak v roce 1993 stal film Volný pád. V polovině 90. let natočil dva jen velmi málo úspěšné snímky o Batmanovi Batman navždy (1995) a Batman a Robin, což bylo pokračování předchozí filmové série pojednávající o tomto superhrdinovi režiséra Tima Burtona, oba snímky se staly zlomem v jeho dosavadní kariéře. O dva roky později v roce 1999 natočil drsný kriminální příběh 8 MM, který pojednával o vyšetřování zločinů spojených s natáčením velmi tvrdých amatérských pornofilmů.
V roce 2002 natočil divácky i umělecky úspěšný snímek Telefonní budka s Colinem Farrellem v hlavní roli. V roce 2004 natočil snímek Fantom opery, který byl ve třech kategoriích nominován na Zlatý glóbus a na Oscara.
Dne 22. června 2020 podlehl po roce léčby rakovině.